# Leichtathletik-Weltmeisterschaften 2003/Speerwurf der Frauen

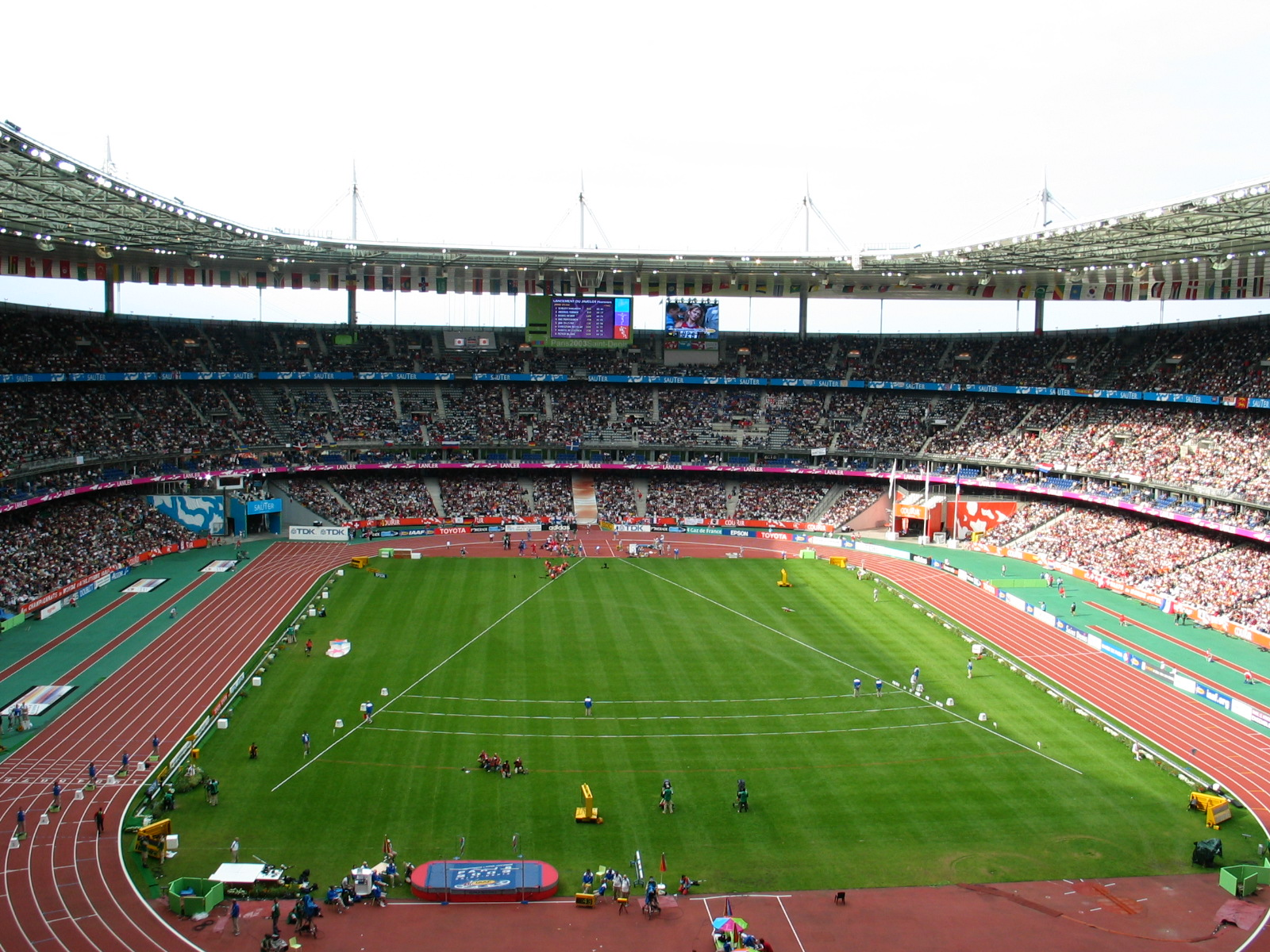
Stade de France in Paris/Saint-Denis am Schlusstag der Leichtathletik-Weltmeisterschaften

Der Speerwurf der Frauen bei den Leichtathletik-Weltmeisterschaften 2003 wurde am 28. und 30. August 2003 im Stade de France der französischen Stadt Saint-Denis unmittelbar bei Paris ausgetragen.
Weltmeisterin wurde die griechische Weltmeisterin von 1999, Vizeweltmeisterin von 2001, Olympiazweite von 2000 und Europameisterin von 2002 Mirela Manjani. Sie war bis 1996 für Albanien gestartet und erhielt nach ihrer Heirat 1997 die griechische Staatsbürgerschaft. Bis zu ihrer Scheidung im Jahr 2002 lebte sie mit dem Namen Maria Tzelíli.
Wie bei den Weltmeisterschaften 1999 und den Europameisterschaften 1998 errang die Russin Tatjana Schikolenko die Silbermedaille.
Mit Bronze gewann die deutsche Vizeeuropameisterin von 2002 Steffi Nerius ihre erste WM-Medaille.

## Bestehende Rekorde
| Weltrekord               | 71,54 m | Osleidys Menéndez | Rethymno, Griechenland      | 1. Juli 2001   |
| Weltmeisterschaftsrekord | 69,53 m | Osleidys Menéndez | WM 2001 in Edmonton, Kanada | 6. August 2001 |

Der bestehende WM-Rekord wurde bei diesen Weltmeisterschaften nicht eingestellt und nicht verbessert.

## Legende
Kurze Übersicht zur Bedeutung der Symbolik – so üblicherweise auch in sonstigen Veröffentlichungen verwendet:
| – | verzichtet |
| x | ungültig   |

## Qualifikation
24 Teilnehmerinnen traten in zwei Gruppen zur Qualifikationsrunde an. Die Qualifikationsweite für den direkten Finaleinzug betrug 60,00 m. Acht Athletinnen übertrafen diese Marke (hellblau unterlegt). Das Finalfeld wurde mit den vier nächstplatzierten Sportlerinnen auf zwölf Werferinnen aufgefüllt (hellgrün unterlegt). So reichten für die Finalteilnahme schließlich 58,94 m.

### Gruppe A

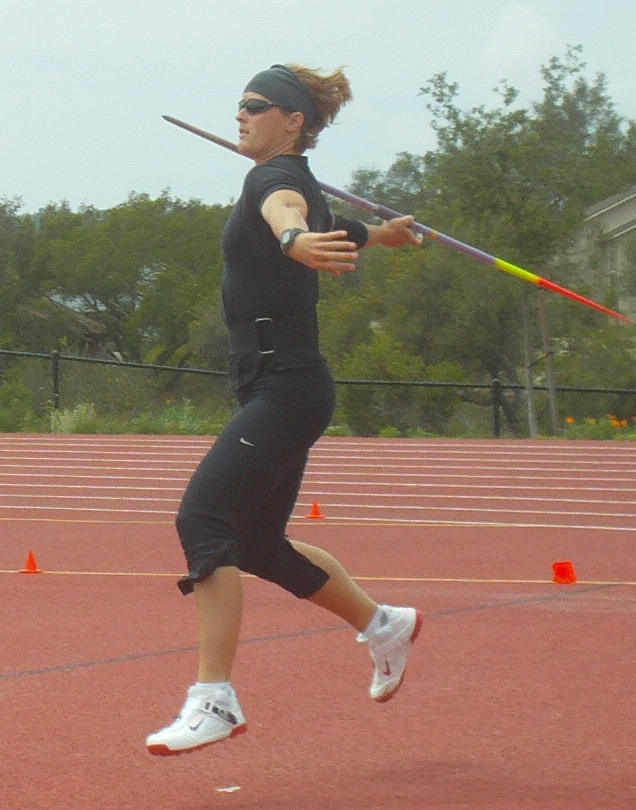
Kim Kreiners 54,84 m waren deutlich zu wenig, um im Finale dabei zu sein

28. August 2003, 17:00 Uhr
| Platz | Name                 | Nation              | Resultat (m) | 1. Versuch (m) | 2. Versuch (m) | 3. Versuch (m) |
| 1     | Tatjana Schikolenko  | Russland            | 63,71        | 63,71          | –              | –              |
| 2     | Laverne Eve          | Bahamas             | 62,89        | 62,89          | –              | –              |
| 3     | Osleidys Menéndez    | Kuba                | 61,74        | 61,74          | –              | –              |
| 4     | Mikaela Ingberg      | Finnland            | 60,89        | 60,89          | –              | –              |
| 5     | Steffi Nerius        | Deutschland         | 60,40        | 60,40          | –              | –              |
| 6     | Nikolett Szabó       | Ungarn              | 59,84        | 56,52          | 56,83          | 59,84          |
| 7     | Ma Ning              | Volksrepublik China | 58,95        | 58,95          | 56,41          | 57,19          |
| 8     | Rita Ramanauskaitė   | Litauen             | 57,13        | x              | 54,10          | 57,13          |
| 9     | Jarmila Jurkovičová  | Tschechien          | 56,98        | x              | 56,98          | 55,53          |
| 10    | Aggelikí Tsiolakoúdi | Griechenland        | 56,66        | 56,02          | 53,37          | 56,66          |
| 11    | Sabina Moya          | Kolumbien           | 55,75        | 55,75          | x              | 51,80          |
| 12    | Kim Kreiner          | USA                 | 54,84        | x              | 53,50          | 54,84          |

### Gruppe B
28. August 2003, 19:55 Uhr
| Platz | Name                | Nation       | Resultat (m) | 1. Versuch (m) | 2. Versuch (m) | 3. Versuch (m) |
| 1     | Mirela Manjani      | Griechenland | 62,48        | 62,48          | –              | –              |
| 2     | Sonia Bisset        | Kuba         | 60,64        | 55,99          | 60,64          | –              |
| 3     | Walerija Sabruskowa | Russland     | 60,40        | 60,40          | –              | –              |
| 4     | Claudia Coslovich   | Italien      | 59,57        | 59,57          | x              | 55,99          |
| 5     | Taina Kolkkala      | Finnland     | 58,94        | 58,73          | 58,94          | 58,61          |
| 6     | Ana Mirela Țermure  | Rumänien     | 58,50        | 58,50          | 55,90          | 56,88          |
| 7     | Sunette Viljoen     | Südafrika    | 56,78        | 56,78          | 56,ß4          | 52,93          |
| 8     | Nora Aida Bicet     | Kuba         | 56,33        | x              | x              | 56,33          |
| 9     | Paula Tarvainen     | Finnland     | 55,06        | 54,55          | 55,06          | 51,46          |
| 10    | Sarah Walter        | Frankreich   | 54,31        | 49,55          | 54,31          | 53,39          |
| 11    | Takako Miyake       | Japan        | 52,26        | 52,26          | 49,07          | 46,88          |
| 12    | Leryn Franco        | Paraguay     | 51,13        | 50,05          | x              | 51,13          |

In der Qualifikation aus Gruppe B ausgeschiedene Speerwerferinnen:

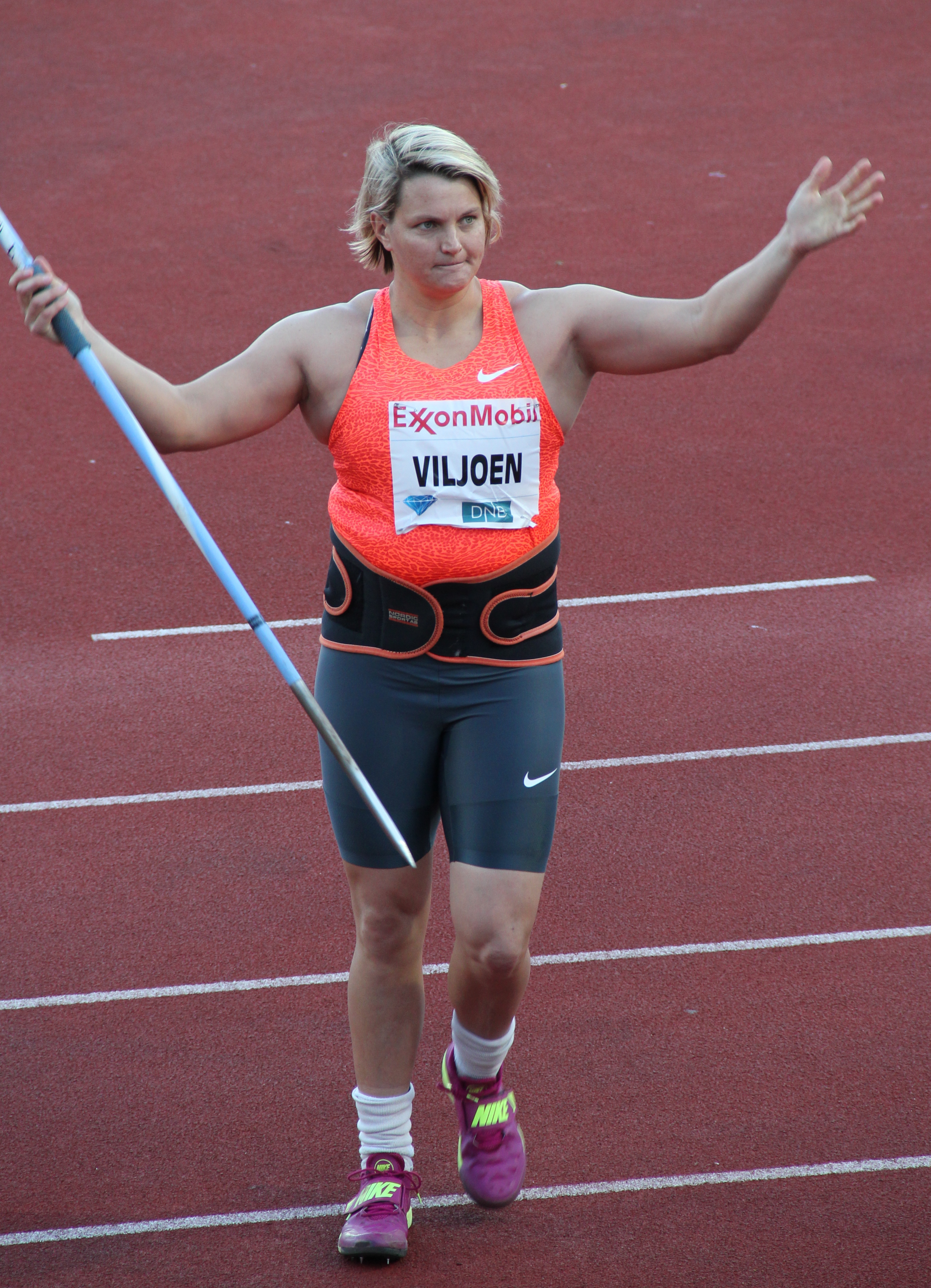
Sunette Viljoen Rang sieben mit 56,78 m
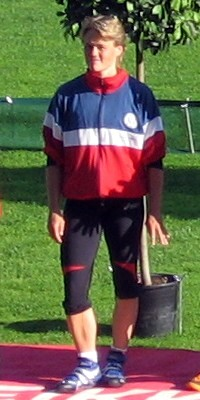
Paula Tarvainen Rang neun mit 55,06 m
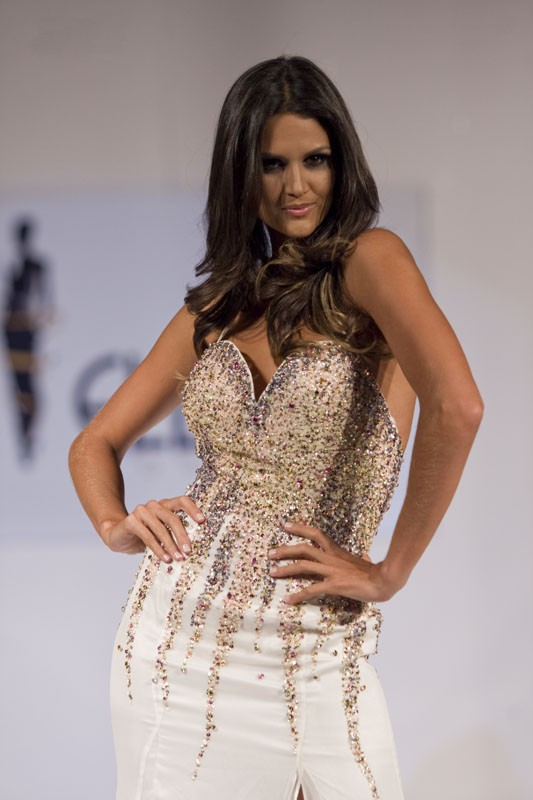
Leryn Franco Rang zwölf mit 51,13 m

## Finale
30. August 2003, 16:40 Uhr
| Platz | Name                | Nation              | Resultat (m) | 1. Versuch (m) | 2. Versuch (m) | 3. Versuch (m) | 4. Versuch (m)                              | 5. Versuch (m)                              | 6. Versuch (m)                              |
| 1     | Mirela Manjani      | Griechenland        | 66,52 WL     | 64,55          | 64,46          | 64,09          | 66,52                                       | x                                           | 56,84                                       |
| 2     | Tatjana Schikolenko | Russland            | 63,28        | 62,76          | 62,99          | 63,28          | x                                           | 60,67                                       | 59,93                                       |
| 3     | Steffi Nerius       | Deutschland         | 62,70        | 59,15          | 62,70          | 60,30          | x                                           | 61,81                                       | x                                           |
| 4     | Mikaela Ingberg     | Finnland            | 62,20        | 61,27          | 59,98          | –              | 62,02                                       | –                                           | 62,60                                       |
| 5     | Osleidys Menéndez   | Kuba                | 62,19        | 61,18          | x              | x              | 62,19                                       | 60,47                                       | x                                           |
| 6     | Sonia Bisset        | Kuba                | 60,17        | 56,90          | 58,21          | 60,17          | x                                           | x                                           | 56,36                                       |
| 7     | Claudia Coslovich   | Italien             | 59,64        | 55,48          | 58,81          | 59,64          | 56,05                                       | 57,89                                       | 56,14                                       |
| 8     | Laverne Eve         | Bahamas             | 59,60        | 56.43          | 54,39          | 59,60          | x                                           | 58,47                                       | 57,55                                       |
| 9     | Walerija Sabruskowa | Russland            | 59,51        | 59,51          | 54,19          | 58,67          | nicht im Finale der besten acht Werferinnen | nicht im Finale der besten acht Werferinnen | nicht im Finale der besten acht Werferinnen |
| 10    | Taina Kolkkala      | Finnland            | 57,50        | 57,50          | 57,00          | 56,71          | nicht im Finale der besten acht Werferinnen | nicht im Finale der besten acht Werferinnen | nicht im Finale der besten acht Werferinnen |
| 11    | Ma Ning             | Volksrepublik China | 57,43        | 55,07          | 57,43          | 56,57          | nicht im Finale der besten acht Werferinnen | nicht im Finale der besten acht Werferinnen | nicht im Finale der besten acht Werferinnen |
| 12    | Nikolett Szabó      | Ungarn              | 56,98        | 56,98          | 56,97          | 55,85          | nicht im Finale der besten acht Werferinnen | nicht im Finale der besten acht Werferinnen | nicht im Finale der besten acht Werferinnen |

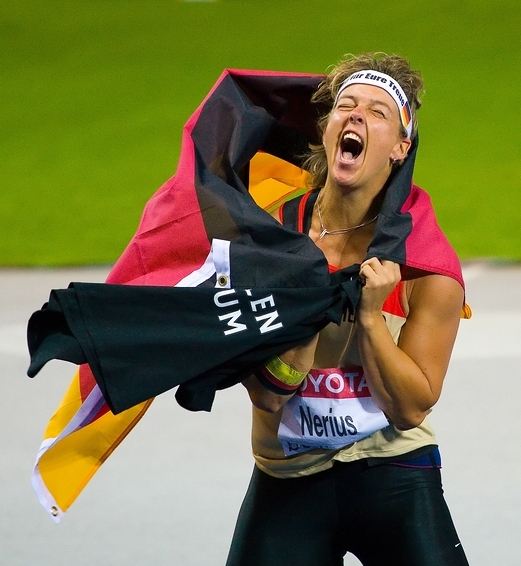
Bronzemedaillengewinnerin Steffi Nerius (hier nach ihrem WM-Sieg 2009) – im Vorjahr hatte sie EM Silber errungen
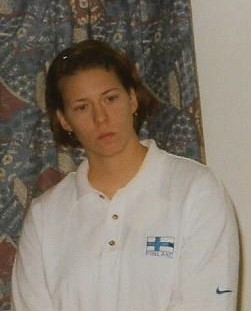
Mikaela Ingberg, 1998 und 2002 jeweils EM-Dritte, belegte Rang vier
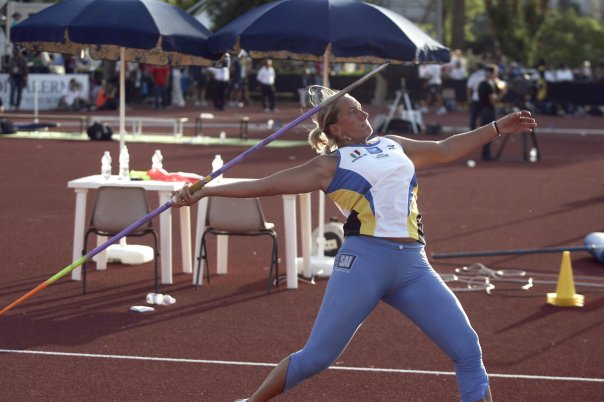
Claudia Coslovich kam auf den siebten Platz
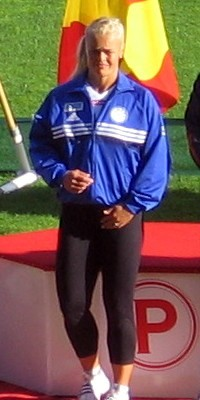
Die zehntplatzierte Taina Kolkkala